# 韓熙政
韓熙政或譯韓姬丁（韓語：한희정），韓國電視劇編劇。

## 作品

### 電視劇
- 2011年：KBS《Drama Special－年輕時候我們高興》
- 2012年：KBS《Drama Special－國會議員鄭治成失蹤事件（朝鲜语：국회의원 정치성 실종사건）》
- 2014年：KBS《朝鮮神槍手》
- 2016年：KBS《我心中的花雨》（第1至40集）
- 2018年：JTBC《先熱情的打掃吧》
- 2021年：KBS《戀慕》

## 外部連結
- NAVER搜索